# Ново-Зубутли
Ново-Зубутли — село в Казбековском районе Дагестана, в России. Входит в состав Зубутлинского сельсовета, выделенного в 2021 году (планировавшееся с 2016 года).

## Географическое положение
Расположено на правом берегу реки Сулак, у нижнего бьефа Миатлинской ГЭС.

## История
Образован как базовый посёлок строителей Миатлинской ГЭС под названием Пионерный. Официального статуса не имел. Распоряжением правительства Республики Дагестан N 2469-р от 5 декабря 2014 г. присвоено название Ново-Зубутли. Название присвоено распоряжением Правительства РФ от 5.12.2014 г. за № 2469-р.